# Pietro II. Tocco

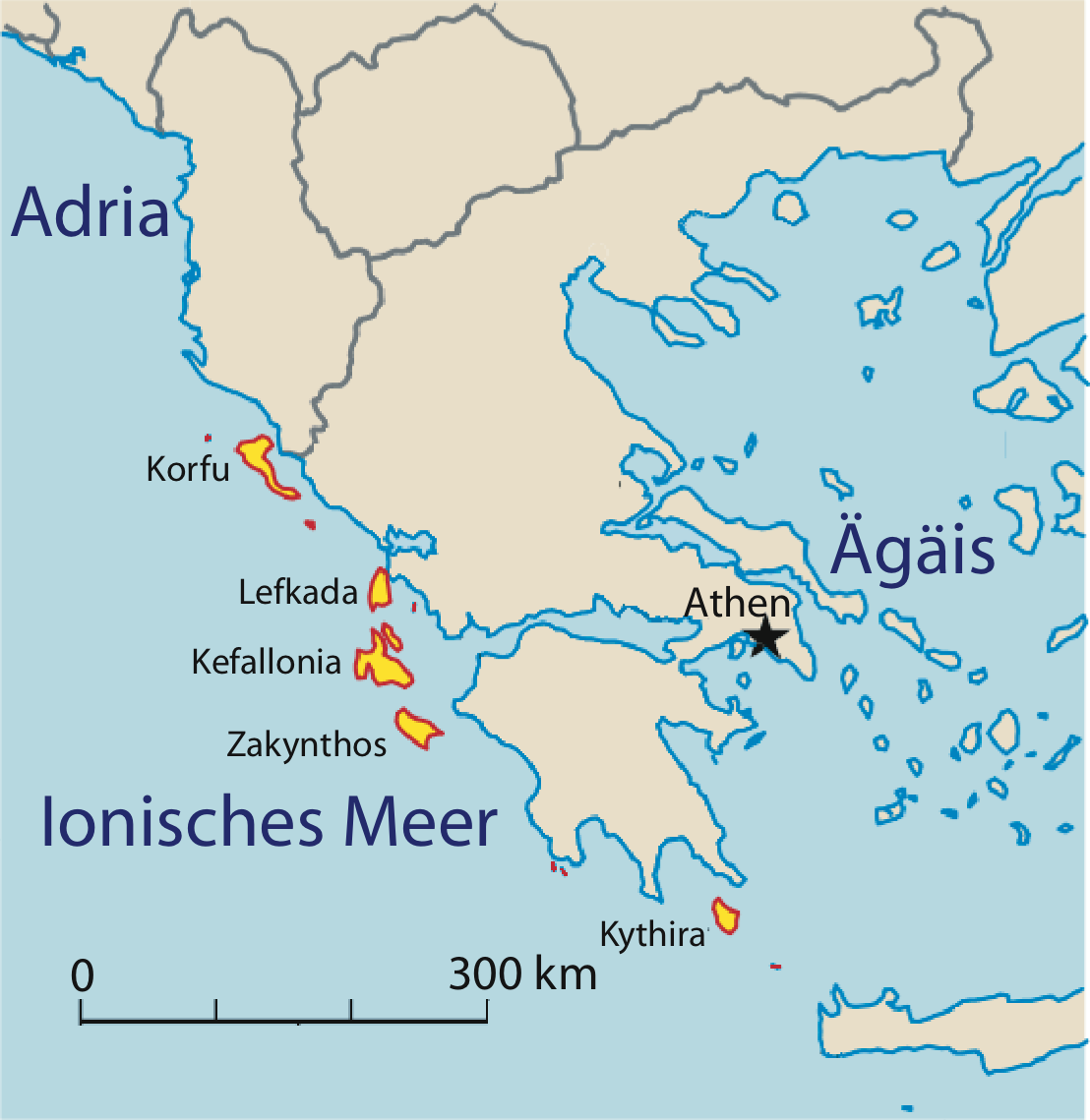
Lage der Inselgruppe Ionische Inseln

Pietro II. Tocco (genannt Petrillo; deutsch: Peter II. Tocco; † nach 25. August 1377 in Neapel) aus der neapolitanischen Adelsfamilie Tocco war neapolitanischer Patrizier, Seneschall des Königlichen Hospizes zur Zeit von König Robert von Anjou,  ab 1353 Herr von Martina Franca, Gualda, Santa Maria della Vetrana (heute Avetrana) in Apulien, Pomigliano d’Arco in Kampanien und einige Güter auf der Insel Korfu.

## Leben
Pietro II. Tocco wurde als Sohn von Guglielmo II. Tocco, des Gouverneurs von Korfu und wahrscheinlich dessen zweiter Frau Margherita Orsini Angelo Dukas, Tochter von Giovanni I. Orsini, dem Herrn von Lefkada und dem Mitherrscher von Kefalonia und von dessen Ehefrau Maria Komnene Dukaina Angelina der Despoten von Epirus geboren. Die nicht zeitgenössische Ordnungszahl II. dient zur Unterscheidung von seinem Großvater Pietro I. Tocco († 22. September 1335 in Neapel). Als treue Unterstützer der angevinischen Monarchen erlangte die Familie Einfluss im Königreich Neapel.
Pietro trat vor 1340 in den Dienst von Robert von Tarent,  Fürst des Fürstentums von Tarent, des Regnums Albaniae und des Fürstentums Achaia, sowie Titularkaiser von Konstantinopel aus dem älteren Haus Anjou.
Am 3. November 1347 fiel Ludwig I. von Ungarn in das Königreich Neapel ein, um seinen ermordeten Bruder zu rächen. Während es Königin Johanna I.  von Neapel gelang mit ihrem zweiten Ehemann Ludwig von Tarent aus Neapel zu fliehen und in Avignon Zuflucht zu suchen, wurde Ludwigs Bruder, Robert von Tarent in Aversa gefangen genommen und 1348 nach Ungarn verbracht. Pietro und sein Bruder Leonardo I. liehen für die Freilassung des Fürsten aus der ungarischen Gefangenschaft Geld. Aus einem Brief von Margherita von Tarent (Schwester von Robert und Ludwig von Tarent) vom 25. Juli 1350 (?) ergeht, dass Pietro nach Ungarn entsendet wurde, um die Befreiung des Fürsten zu verhandeln.
Am 30. Januar 1351 erscheint Pietro in einem Akt als Rechtsanwalt des Fürsten von Tarent.

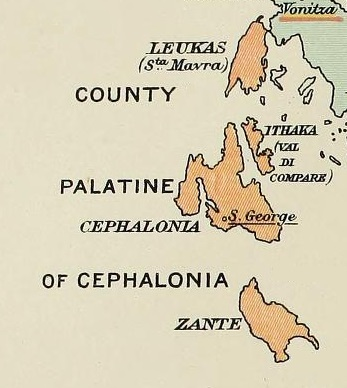
Pfalzgrafschaft Kefalonia, Ithaka und Zakynthos (1388)

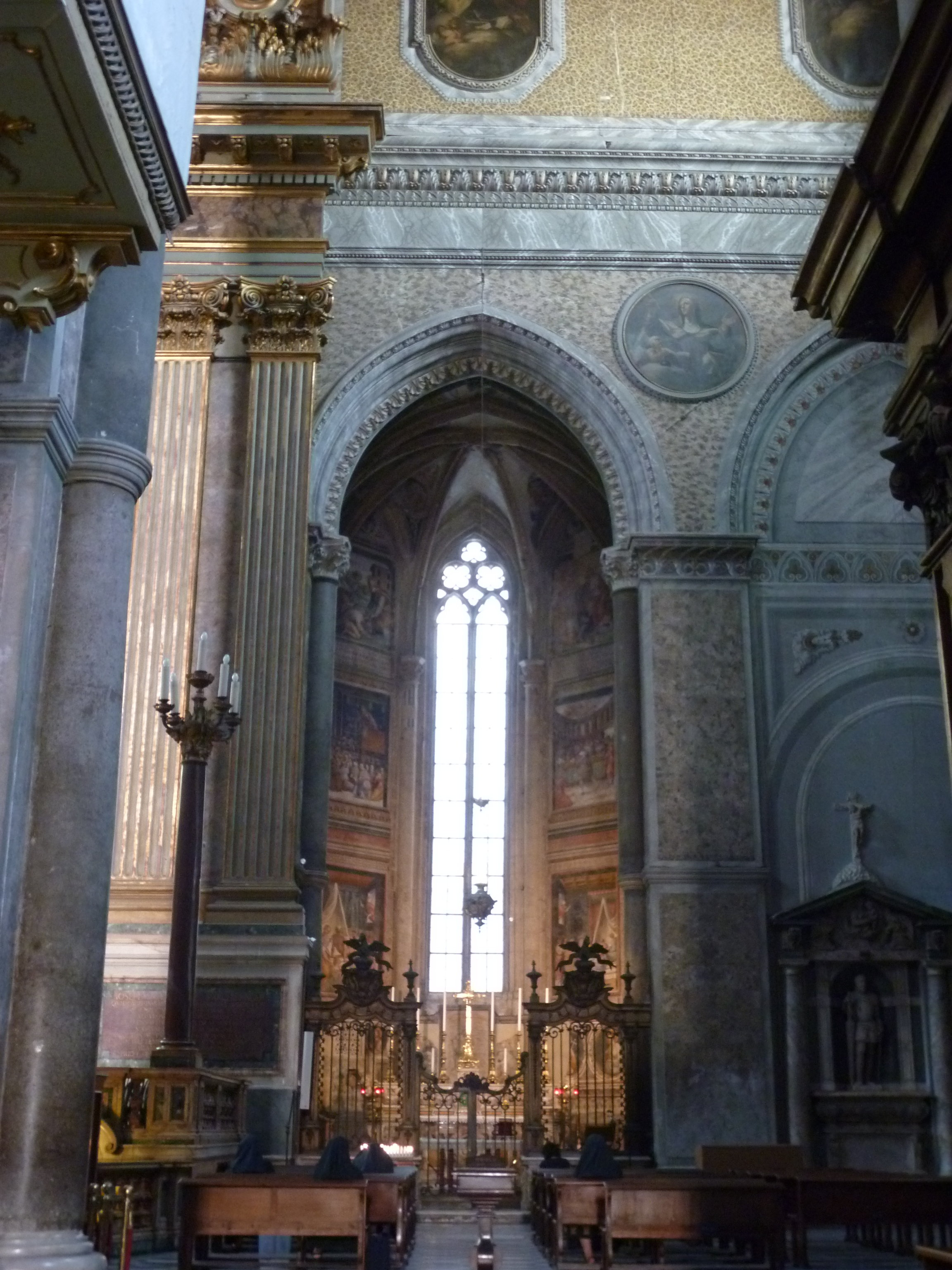
Tocco-Kapelle in der Kathedrale von Neapel

Als Robert von Tarent im März 1352 freigelassen wurde, erhielt Pietro II., der an Roberts Befreiung „hart“ mitgearbeitet hatte, laut Privileg vom 20. März 1353, die Lehen Martina, Gualda im Gebiet von Martina Franca, Santa Maria della Vetrana (heute Avetrana) in der Provinz Tarent und einige Güter auf Korfu. Im März 1353 erhielt Pietro das Lehen von Pomigliano d’Arco in der Metropolitanstadt Neapel. Am 21. Oktober 1364 bestätigte Robert ihm das Lehen von Martina Franca und bat um die königliche Zustimmung von Johanna I. von Neapel. Am 24. November 1364 bestätigte Königin Johanna I. die Privilegien und ernannte Pietro 1. Graf von Martina Franca. In Martina Franca gibt es heute noch „Via Pietro del Tocco“.
Robert von Tarent, der den Wunsch hatte das Reich von Konstantinopel für seine Mutter, Katharina von Valois-Courtenay, Titularkaiserin von Konstantinopel, zurückzuerobern, begab sich mit den beiden Tocco-Brüdern (Pietro und Leonardo) 1353/54 nach Griechenland, wo es ihnen gelang Korfu, Kefalonia, Zakynthos, Ithaka, Arta, die Festung Vonitsa und andere Orte auf dem Festland von Morea unter ihre  Kontrolle zu bringen. Robert betitelte sich selbst als Herzog von Lefkada und machte Leonardo I. 1357 zum 1. Pfalzgrafen von Kefalonia. Während Leonardo als Generalkapitän zurückblieb, kehrten Robert und Pietro II. 1364 nach Neapel zurück.
1370 setzte sich Pietro II. selbst die Gedenktafel „Magnifico Petro de Tocco Neapoli milite Comite Martinae 1370.“, die sich vor der dem St. Aspreno gewidmeten Tocco-Kapelle in der Kathedrale von Neapel (rechts von der Apsis) befindet.
Königin Giovanna I. bestätigte erneut die von Roberto von Tarent gewährten Lehen und Privilegien am 15. November 1374 und am 30. Juni 1375.
Am 25. August 1377 teilte Pietro II Tocco sein feudales Vermögen zwischen seinen Söhnen Roberto und Guglielmo III auf und sorgte für die Nachfolge seines ältesten Sohnes Roberto, indem er ihm Santa Maria dell’Avetrana und das Lehen von Korfu übergab, während dem zweitgeborenen Sohn Pomigliano d’Arco und Martina Franca zugeteilt wurde. Nach Robertos Tod, der Ende 1377 oder Anfang 1378 stattgefunden haben muss, behielt Pietro II. bis zu seinem Tod (zwischen dem 23. Mai 1381 und dem 8. Februar 1383) die Herrschaft über Martina Franca; im Gegenzug gewährte er seinem zweiten Sohn Avetrana.

## Nachkommen
In erster Ehe heiratete Pietro Covella Capece (oder Giacoma oder Giovanna d’Aversana ?; † vor 25. August 1377). Nach deren Tod schloss er vor 19. April 1359 eine zweite Ehe mit Isabella de Sabran († nach 1378), Tochter von Guglielmo (Graf von Celano, Gouverneur in den Abruzzen und Molise) und Francesca der Grafen von Celano.
Pietro II. Tocco hatte zwei Kinder:
- Roberto († nach 25. August 1377), neapolitanischer Patrizier; durch Schenkung des Vaters erhielt er am 25. August 1377 das Land von Santa Maria dell’Avetrana und das Lehen auf Korfu.[Anm. 1][12]
- Guglielmo III. (Gurello; † 1408 in Manfredonia), neapolitanischer Patrizier, 2. Graf von Martina, Herr von Pomigliano d’Arco, Casali[Anm. 2] im Fürstentum Achaia und Güter in Castel Morrone;[13] kaufte 1383 Montemiletto;[2] 1353 Ritter des Ritterordens „Ordine del Nodo“;[Anm. 3][14]